# 中共中央后方委员会
中国共产党中央委员会后方委员会（简称中央后委），是解放战争时胡宗南部国军攻占延安后，1947年4月11日至1948年5月在山西临县设立的中共中央工作机关。

## 历史
1947年3月4日，中央致电晋绥领导人贺龙：中央直属队约3000人及物资拟向晋绥转移，请解决驻地、黄河以东运输（需牲口二千头）、过河后的伙食粮草。1947年3月13日拂晓，胡宗南部34个旅25万人发动对陕北的重点进攻，3月18日中共中央主动撤出延安。由中共中央机关、中央军委机关组成的中央直属纵队司令员杨尚昆（中办主任）、副司令员邓洁（中共中央机关事务管理局副局长），参谋长李涛（军委作战部长）率领三千多人经瓦窑堡北撤，在吴堡、佳县渡过黄河。1947年3月20日中央命令叶剑英到三交镇安排后方工作，叶剑英亲临指挥渡河。晋绥军区参谋长陈漫远率领独立第五旅到临县、柳林县掩护渡河。与从国统区撤回已到晋绥的的人员会合后，中央直属队总人数达到5500多人。由于中央军委从晋西北抽调王震的第二纵队两个旅（独四旅、三五九旅）和张宗逊的新编旅入陕北参战，中央判断傅作义部、阎锡山部的晋绥军将会趁机进攻晋绥解放区，因此3月25日中央军委致电叶剑英、杨尚昆把中央直属队转移到五台“免在傅阎两敌进攻晋西北时受损”并减轻晋绥边区的负担。3月27日中央直属纵队前梯队已从三交镇到达兴县。3月28日，周恩来副主席从河西过来处理中央机关人马转移，听取了叶剑英、杨尚昆认为应留在晋绥的意见并致电中央。1947年3月29日至30日，中共中央在陕北清涧县枣林则沟村召开政治局会议，决定将中央机关分为前委、工委两部分，由毛泽东、周恩来、任弼时等组成中共中央前方委员会（简称中央前委）转战陕北，吸引、抑留胡宗南部主力，“中央好比一块招引绿头苍蝇的肉，放到哪里，都会引来许多苍蝇来叮，可以把人家搞乱。陕北群众条件好、地形好，我们熟悉，可以在这里搞一个战略上的作战方向，牵制敌人的力量”，并指挥全国的解放战争；刘少奇、朱德、董必武等组成中共中央工作委员会（简称中央工委）“去临县与董必武、叶剑英会合” ；已到晋西北的中央和军委机关，“照前议一部去太行，一部就地疏散”。4月2日，刘少奇、朱德过河到临县，向贺龙、董必武和叶剑英、杨尚昆传达了枣林则沟会议精神。4月9日毛、任催请周恩来尽快回陕北的电报中：“河东事由刘、朱、董、叶处理”。
1947年3月25日，西北野战兵团青化砭首战告捷，稳住了陕甘宁边区和晋西北的局面。3月28日，毛泽东主席指挥陈赓、谢富治的太岳纵队主力四个旅发起晋南战役，威胁胡宗南部侧后。4月2日，毛泽东指示晋察冀军区提前发动正太战役，牵制阎锡山部主力。据此，毛泽东判断：“只要陕北及陈（赓）、谢（富治）在南线胜利，即有办法对付傅、阎。”中央后委的驻地才最后确定留在晋绥。1947年4月11日，贺龙派专人“火速”把中央的《关于中央工作机构分为三部分及其人员分配的通知》的电报送给叶剑英、杨尚昆，中央决定组成中央后方工作委员会。4月18日叶剑英、杨尚昆致电中央，决定以临县三交镇为中心，15里半径圆周内湫水河沿岸的70多个村庄进驻各机关，“电话线可减少，煤亦便利（只有些地点缺水）”。三交镇1941年解放，群众基础好，附近窑洞亦多。后委驻地为三交镇双塔村。可就近支持在陕北转战的中央支队（代号“昆仑纵队”，又称为三支队，后改称九支队、“亚洲部”等，司令员史林即任弼时，政委郑位即陆定一，辖作战、情报、通信、新华社一部等4个大队）。
1947年4月中旬，按照中央的方案，在晋西北的少部分人员西渡黄河回陕北、东行赴太行。军委一局大部、二局一组、中央机要处5人，以及中央警卫第二连一个排共99人（“九九大队”）由军委一局局长童陆生带队，从碛口过河，经绥德以北四十里铺、双湖峪，到达中央支队驻地陕北安塞王家湾。中央组织部、中央宣传部、中央社会部、中央党校、解放日报社、中央青委、军委政治部、军委三局一部、中央机要处与中央秘书处各一部、总卫生部一部、供给部和杨家岭行政处各一部等，共1300多人，由安子文带队，分四批经静乐、崞县、五台转隶中央工委。1947年5月1日起，中直留晋绥人员查实共3,243人，开始实行供给制：每人每天粮食1.5市斤，马骡（按250头计）每头每日草15市斤料10市斤。当时临县人口22万，年公粮9.86万石。由于1947年、1948年晋绥严重旱灾，中共中央特别注意到陕甘宁和晋绥两区后方统一后，晋绥的负担加重了。中央后委做预算时，周恩来和任弼时电示后委的经费不足部分，原则上不多麻烦晋绥，1947年12月及1948年1月两个月的经费不足部分由中央供给部自筹补贴；但供给制度不变动，力求节省。中央后委取消了特灶、小灶待遇，相应人员改吃中灶，少数年老体弱急需特殊照顾者，由中央供给部加以补助。大灶标准：每月肉1斤半，油1斤，菜30斤，盐1斤，炭45斤；中灶标准：每月肉3斤，油1斤半等。技术人员津贴分三等发给小米24斤、18斤、12斤。谢觉哉儿子谢飘回忆：当时老百姓生活很差，吃的是山药蛋、糠炒面，我们吃的是小米钱钱饭（把黄豆煮到半熟压扁，形似铜钱，称“钱钱”。用小米和钱钱一起煮饭。《杨尚昆回忆录》称之为“豆豆饭”）。好一点的吃小米焖饭。1947年底，陈毅去陕北出席中央十二月会议，路经三交，杨尚昆用小米焖饭招待：“按说，该宰个羊子给你打‘牙祭’，可那得花钱买。我只有这个。就这小米焖饭，你不来我们也不常吃！以后补吧。”任弼时给叶剑英同志和杨尚昆亲笔信：一部分身体病弱的电讯业务人员及少数体弱的基层干部，应发给特别健康补助费，“方能保持长期工作下去”；在三交的电台人员从1947年12月份起每人每月补助3斤猪肉，并轮流休息，军委二局、三局与中央机要处应一并考虑。
当时中央后委机关人员只能订阅《晋绥日报》，在兴县出版，用黄草纸印刷，另发给五份白报纸印刷的《晋绥日报》，专给叶剑英、杨尚昆、李涛三人以及“陕北李德胜”两份报纸。另可看到中央外事组编辑的《新闻材料》和《参考资料》，均为八开四版双面油印。
1947年6月，毛泽东致电叶剑英从太行、五台征集新兵补充中央警卫团。中社部派人到太行、五台组织新兵征集与逐人政审，组成1300人薪兵团，聂荣臻为该团调入美式冲锋枪500支、机枪18挺。先调归西北野战军参加实战锻炼。再从中挑出600人编为4个警卫连，保卫转战陕北的中央支队。
1947年6月底，杨尚昆去陕北向中央汇报工作并参加中央“小河会议”，叶剑英和邓颖超去西柏坡参加全国土地会议。中央后委由李维汉代理书记，李涛代理秘书长。叶剑英于9月下旬回到双塔村。
1947年7月21日至23日中央“小河会议”后，西北野战部队已经有6万人，陕甘宁边区党政军机关、部队、学校及游击队约2万人，不算河东的中央后委与晋绥脱产人员，仅这8万余人每月需粮1.6万石。1947年8、9、10月，西北野战军的军粮频频告急。中央后委全力从相邻的战略区筹粮。9月，从晋察冀紧急调运粮食10万石，从晋中、晋西南调粮3万石。晋西北动员百万人次运粮过黄河。1947年秋，太行（即晋冀鲁豫）、五台（即晋察冀）调运给中直棉被4000床、棉衣3000套，自制棉衣1000套，其中优先供给保障在陕北转战的中央支队棉衣、棉鞋、棉帽800套及制棉被的土布棉花。1947年9月17日，杨尚昆致电在邯郸主持统一华北财经工作的董必武，称因人员增加及河西800人在胡宗南部进攻中轻装及行动被服损失，需要由晋察冀拨棉被1000床（或材料）和600-800件大衣成品。
1948年2月18日到3月2日，后委在临县三交镇召开土改纠偏会议，参加会议的有土改工作团干部和临县县、区的同志。叶剑英主持会议。路过的陈毅与会介绍了山东土改经验。
1948年1月20日，中共中央决定：中央后委依计划于3月中旬开始转移河北平山县西柏坡。1948年3月，中央前委与后委在临县三交镇会合。1948年3月12日，叶剑英、李克农、李涛率领部分工作人员离开三交镇。3月23日下午毛泽东在吴堡县川口村南苑则塔渡过黄河，离开了居住13年的陕北，在临县碛口镇高家塔村渡口登岸，夜宿碛口镇湫水对岸坡上的寨则山村“陈懋勇宅院”，3月24日下午徒步40华里到后委驻地双塔村，途经晋绥工业部驻地的林家坪村时拜祭了“西北军工烈士塔”。3月25日，在双塔村召开了中央前委、中央后委机关全体人员和临县县委、三交区委干部参加的大会，周恩来副主席做了（去晋察冀的河北平山县）行军动员，毛泽东也讲了话。毛泽东批评了晋绥土改搞得太“左”。虽说晋绥土改是康生、陈伯达直接抓的，杨尚昆并没有丝毫插手，但毛泽东说：“你们后委就驻在这里，这些事情都知道，可是你们根本不反映。你们读的马列主义到哪里去了？！”杨尚昆自省中办要当好中央核心的耳目，要及时地反映情况，特别是涉及政策性的和有倾向性的情况。3月26日10时，毛泽东、周恩来、任弼时各乘一辆吉普车，电台和警卫人员乘坐卡车，离开双塔村，经白文、康宁，赴晋绥分局驻地兴县蔡家崖。3月底，杨尚昆率领中央后委最后一批人员及中央前委的其他人员离开三交镇。1948年5月到河北平山县与中央工委会合。1948年5月23日，中央书记处办公厅发出《关于撤销中央工委和中央后委、调整中央及军委各部门负责人的通知》。

## 后委机构设置
- 后委书记：叶剑英
- 后方支队司令兼后委秘书长：杨尚昆
- 常委：叶剑英、杨尚昆、李维汉、李克农、邓颖超（后到中央工委）
- 委员：李涛、戴镜元、王诤、帅孟奇
- 秘书长：杨尚昆（兼）
- 军委总参谋部一局（部分）：驻双塔村。局长李涛。负责对内作战通报、交流战例、敌军新战法和我军作战经验，对外发表战报。
- 军委二局（绝大部分）：负责人戴镜元。驻泉王村、杜家圪垛村、胡公村的一条山沟。二局机关驻杜家圪垛村“杜三则宅院”。
- 军委三局（大部分）：局长王诤。驻孙家沟村（双塔村的湫水河对岸）。由于驻地固定，部署了三局90%的大功率电台，周恩来要求“昼夜执勤”，24小时开机在线，保障了转战机动中的中央前委小电台与各战略单位的无线接力通信。
- 中央机要处：驻孙家沟村。 处长李质忠。
- 中央书记处办公厅（与中共中央秘书处合署）。中办主任杨尚昆，中央秘书处处长曾三。中办行政处长邓洁。
  - 中央秘书处材料科（即后来的档案科）科长裴桐。1947年3月初，曾三率领临时材料保管委员会和材料科的40多人，用毛驴驮着92箱特意挑出的中央重要档案材料，在部队的护送下，离开延安杨家岭，向山西兴县转移。曾三、裴桐身上都背着党的核心机密文件。为了保管这些档案材料，曾三、裴桐等在兴县住了一年。1948年5月8日转移到达西柏坡。
- 后委警卫科：科长慕丰韵。
- 后委交通科：负责到陕北中央前委的地面交通工作。在崞县设交通站对口晋察冀，在河西设交通站对口西北野战军。转运国统区报刊、物资到陕北；护送各解放区到陕北人员，统一办理介绍信和路条。
- 中央法律问题研究委员会：王明、吴玉章、谢觉哉和陈瑾昆等住临泉镇后甘泉村
- 中共中央书记处特别会计科（特会科）转移到晋绥后，编入中央办公厅序列，改称中央办公厅特别会计室：驻双塔村。主任赖祖烈，分管领导由任弼时暂时转交给叶剑英。
- 中央社会部与中央情报部：驻刘王沟村（三交镇湫水河对岸的山上）。1947年3月康生到晋绥指导土改试点工作，两部由李克农主持工作。
- 中央城工部：部长周恩来在陕北转战，副部长李维汉主持工作，驻义圪垛村。城工部驻三交镇西北的泉王村、西王家沟村
- 中央宣传部：驻武家沟村
- 军委行政处：处长罗道让。财务室主任钟运堂。协理员李鉴，管理青年队共20多人给领导干部当“公务员”。
- 军委总卫生部：驻三交镇街上的西坡村
- 中共中央外事组：根据周恩来的意见，这批干部有一些外事经验，也懂一点外文，可能成为新中国搞外交的骨干，不要走散了，以后不好找，应该成立一个机构把他们保留下来。1947年5月1日原对接美军驻延安观察组的军委延安外事组在临县三交镇双塔村改为中央外事组。主任叶剑英兼，副主任王炳南，顾问马海德。工作人员20余人。1948年春迁到西柏坡附近的柏里村。1949年陆续派出外事干部接管津、平、京、沪。章文晋任天津市军管会外事处长，柯伯年主持北平市军管会外事工作，黄华任南京市军管会外事处长，章汉夫任上海市军管会外事处长。1949年9月30日在北京正式结束，以外事组为班底组建中华人民共和国外交部。
  - 编译处：翻译毛泽东文章与中央政策文件、编译土改与解放区文化材料。处长徐大年（徐永瑛），副处长章文晋
    - 编译科：科长马牧鸣。负责翻译中共七大的几个主要报告。

  - 研究处：研究国际形势、党的外交政策，编写参考资料。处长柯柏年。副处长张香山（1948年设立）
    - 一科科长凌青。研究美国情况，编写《美国手册》。
    - 二科科长吴青（女，燕京大学毕业）/王朴（来自东江纵队）。负责根据有限的外国报刊材料编写《供您参考》

  - 新闻处：编发新闻材料。处长董越千
    - 一科：科长陈应
    - 二科：科长刘华峰

  - 行政科：科长曾远辉，副科长郭戈奇
- 中央交际处及其客人：驻崔家坪村（三交镇向东去往方山、离石的公路上）。
- 中央妇委：负责人帅光（帅孟奇）。驻武家沟村（双塔村的湫水河对岸）
- 中共中央职工运动委员会/中国解放区职工联合会筹备委员会
- 中央直属机关供给部（中央供给部、军委供给部）：承担中央前委、中央后委的军需保障，管理纺织厂和被服厂。部长邓典桃，副部长范离，供给处长梁锡昌。驻双塔村以南的薛家坪村、任家坪村。
  - 纺织厂：生产白纱，用于编织毛巾。驻碛口镇高家坪村
  - 纺织厂：织布。驻碛口镇樊家沟村。
  - 纺织二厂：用手动织布机生产“双狮”牌土布，宽60公分。驻碛口镇西湾村。
  - 毛巾厂：生产陕北“白羊肚”毛巾。驻碛口镇南部的垣上村。
  - 被服厂：生产服装、鞋帽、被褥。驻碛口镇冯家会村
  - 被服厂：生产医用纱布、服装、鞋帽、被褥。驻碛口镇东南部的尧昌里村。
  - 皮革厂：驻碛口镇北部黄河岸边的索达干村。
  - 肥皂厂：驻林家坪镇郝家塔村
- 行政处
- 后委发电站：驻东王家沟村（给军委三局供电）
- 中央和平医院：驻碛口镇白家墕村
- 中央医院：驻青凉寺乡梁家会村
  - 中央医院一所：驻青凉寺乡下白塔村
  - 中央医院二所：驻青凉寺乡寺沟村
  - 中央医院三所：驻青凉寺乡青凉寺村
- 洛杉矶幼儿园：驻枣洼沟村（三交镇的西北）。从延安来的90名儿童。
- 保育院：驻三交镇街上的西坡村
- 中央保育学校：中央机关子弟上学与食宿。驻碛口镇东南部的刘家岭村。
- 军委蓝家坪托儿所：驻枣洼沟村
- 新华社机关：驻临泉镇西部的前、后月镜村
- 中央警卫团（一小部分）：驻大禹乡歧道村。隶属于中央军委。中央警卫团参谋长古远兴、政治处副主任常真率部负责警卫。
- 中央后委部队：驻正坡村
- 中央青年党校：驻义圪垛村（三交镇的湫水河对岸公路边）。
- 陕甘宁边区军工局/晋绥工业部：1947年2月迁至晋绥，并入晋绥工业部，部长蒋崇璟，第一副部长李颉伯。驻临县林家坪镇林家坪村。辖12个军工厂，其中在临县有5个，分别驻扎在6个村庄。生产七五山炮弹、一二〇迫击炮弹、八二迫击炮弹、五〇与六〇掷弹筒弹、手榴弹、黑色炸药、发射药、黄色炸药，复装子弹，制皮革，制造炮弹的专用机床20台，轻工业各厂所需的工具、机床，修理火炮、机枪等。
  - 军工二厂：复装子弹、掷弹筒弹，生产雷管、八二与一二〇迫击炮弹、七五山炮弹。驻林家坪镇张家沟村、光明村。
  - 军工四厂：生产硝化棉发射药、硝化甘油炸药，月产近万斤。总装手榴弹，月产2万多枚。驻林家坪镇薛家圪台村。
  - 军工七厂：铸造枪炮弹壳。驻招贤镇水源村。设计建造的炼铁小高炉容积4.22立方米，采用铸铁管式540度大风量鼓风，日产高硅生铁1吨。
  - 军工九厂：驻三交镇中庄村。总装炮弹、手榴弹。
  - 军工十厂：驻碛口镇寨子坪村（寨则坪村）：机械修理、生产马鞍等骑兵装具
  - 兵工修理厂：驻碛口镇樊家沟村。修理枪炮
  - 印钞所：驻临泉镇都督村
- 西北野战医院：驻安业乡青塘村

林伯渠率领的陕甘宁边区政府后方机关驻碛口镇高家坪村，习仲勋率领的西北局机关驻林家坪镇南圪垛村，贺龙率领的陕甘宁晋绥联防军司令部驻林家坪镇沙垣村。三地近在咫尺。

## 纪念
2009年，山西省委、省人民政府命名中央后委机关驻地双塔村为“爱国主义教育基地”。
临县县委、县人民政府制作《中央后委在临县》七集历史文献纪录片
中央后委纪念馆：2013年1月20日，临县启动“中央后委纪念馆”项目建设工程，投资4600万元。
中央后委机关旧址于2016年6月6日成为第五批“山西省省级文物保护单位”。包括7处院落：
- 中央外事组旧址
- 军委作战部旧址
- 中央书记处特别会计室旧址与邓颖超旧居
- 毛泽东路居
- 杨尚昆旧居
- 叶剑英旧居
- 粮草院旧址

临县林家坪镇林家坪村建有“西北军工烈士塔”，高26米。
临县碛口镇高家塔村建有“毛主席东渡黄河纪念碑”。